# 3moonboys
3moonboys – bydgoska grupa muzyczna wykonująca rock alternatywny. Powstała w 2004 roku początkowo występując pod nazwą Piąta Strona Świata (do 2000) i Charlie Sleeps (do 2004).

## Muzycy

### Obecny skład zespołu

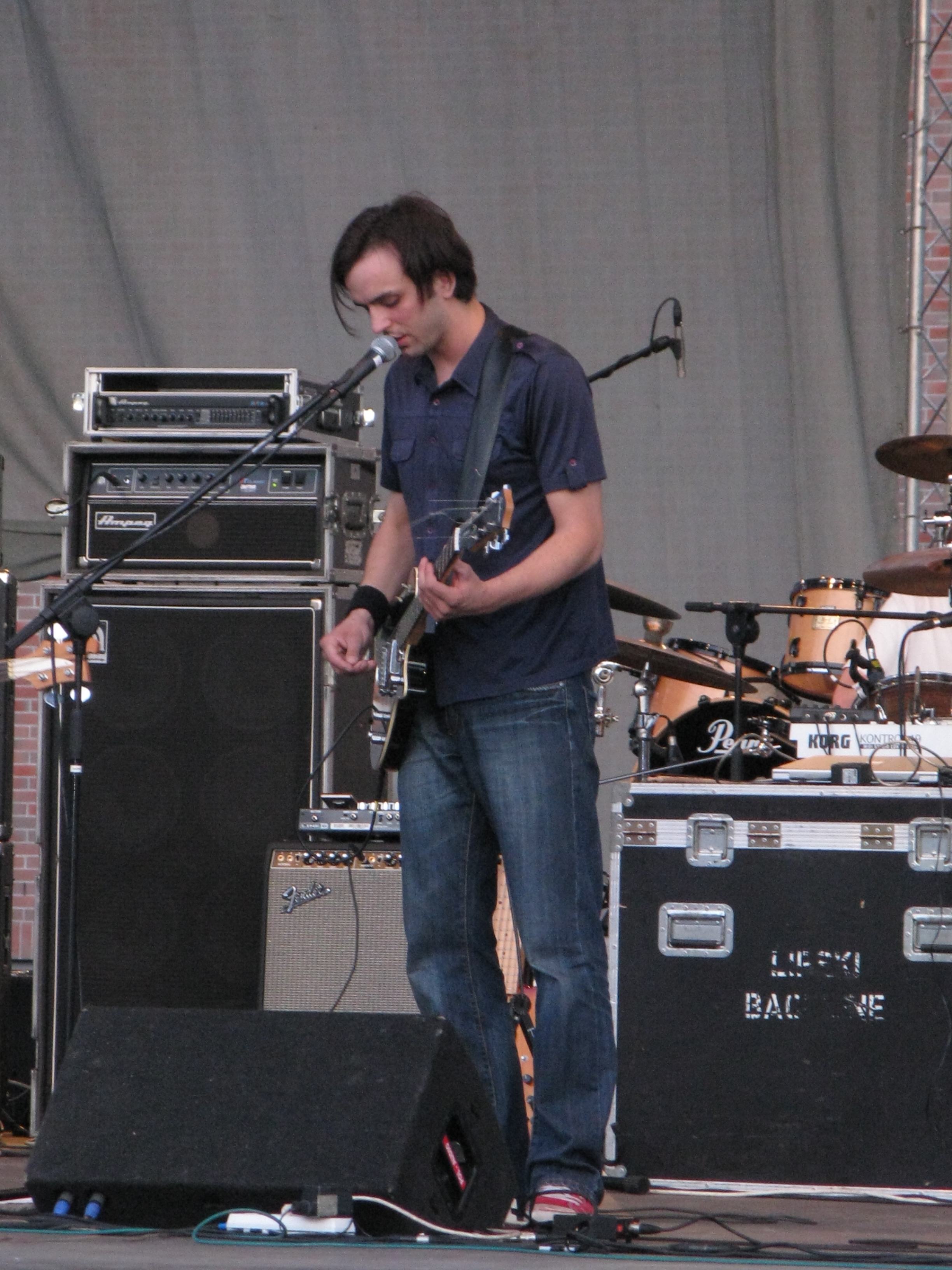
Wojciech Kotwicki (2008)

- Marcin Karnowski – perkusja, teksty
- Wojtek Kotwicki – gitara, śpiew
- Piotr Michalski – gitara basowa
- Radek Drwęcki – syntezatory dźwięku

### Byli członkowie zespołu
- Miłosz Runge – syntezatory dźwięku
- Radek Maciejewski – syntezatory dźwięku
- Bartek Lamprecht – gitara elektryczna
- Wojtek Szałkowski – gitara elektryczna
- Tomek Molka – perkusja

## Dyskografia
- Piąta Strona Świata (1997) – jako Piąta Strona Świata
- Last (2001) – jako Piąta Strona Świata[1]
- T. (2004) – jako Charlie Sleeps[2]
- 3moonboys (2004)
- Only music can save us (2006)
- This is not 3moonboys (2007)
- 16 (2009)
- "A knee" (2012) – singel
- SKAKANKAN (2012)
- Kroki (2014) – singiel
- Na tym zdjęciu wcale nie wyglądasz grubo (2014)
- Linia nr 8 (2015) – wspólnie z Panos from Komodo
- Zawsze jest za krótko (2018)